# NGC 2519
NGC 2519 je zvijezda u zviježđu Risu. 

## Vanjske poveznice
- SEDS: NGC 2519